# دانيال خيرلو
دانيال خيرلو (بالإسبانية: Danilo Gerlo)‏ (مواليد 7 مارس 1979 في الأرجنتين) لاعب كرة قدم ريفر بليت - الأرجنتين يجيد اللعب في خط الدفاع . يلعب حاليا لصالح نادي ريفر بليت الأرجنتين .